# Фантастичното пътуване
„Фантастичното пътуване“ (на английски: Fantastic Voyage) е американски научнофантастичен филм от 1966 г. по сценарий на Хари Клайнър, базиран на история от Ото Клемънт и Джеръм Биксби. Режисиран е от Ричард Флейшър и в него участват Стивън Бойд, Ракел Уелч, Едмънд О'Брийн и Доналд Плезънс.
Bantam Books придобива правата за новелизация по сценария и се свързва с Айзък Азимов да я напише. Заради това, че новелизацията е пусната шест месеца преди филма, много хора погрешно смятат, че книгата на Азимов е вдъхновила филма.